# Гимбвайлер
Гимбвайлер (нем. Gimbweiler) — община в Германии, в земле Рейнланд-Пфальц. 
Входит в состав района Биркенфельд. Подчиняется управлению Биркенфельд.  Население составляет 422 человека (на 31 декабря 2010 года). Занимает площадь 5,53 км².